# Helen Dortch Longstreet
Helen Dortch Longstreet (nascida Dortch; Carnesville, 20 de abril de 1863 – Milledgeville, 3 de maio de 1962), conhecida como "Fighting Lady", foi uma advogada social americana, bibliotecária e jornalista que atuava como repórter, editora, produtora editorial e gerente de negócios. Ela foi a primeira mulher que tentou garantir um cargo público no estado da Geórgia. Ela foi a segunda esposa do general confederado, James Longstreet. Ela ganhou o apelido por ser uma defensora de causas como preservação do meio ambiente e direitos civis. Ela também é lembrada por seu trabalho como memorialista e postmistress confederada.
Na primeira campanha do governador William Yates Atkinson, ela prestou-lhe um valioso serviço com seus vigorosos editoriais. Sua luta empolgante para que as mulheres fossem elegíveis para o cargo de Bibliotecária do Estado foi o primeiro movimento bem-sucedido no Estado da Geórgia para quebrar o preconceito contra mulheres que ocupam altos cargos políticos. Dortch Longstreet era o proprietário e editor de dois semanários, vice-presidente da Georgia Weekly Press Association, secretário do Woman's Press Club da Geórgia e bibliotecário assistente do Estado da Geórgia. Ela também foi a líder do movimento para que a Universidade da Geórgia fosse aberta às mulheres, foi uma defensora da educação industrial moderna e se interessou pelo avanço das mulheres de seu estado e país. Ela morreu em 1962.

## Primeiros anos e educação

Ellen J. Dortch, foto registrada em obra de 1905 na Biblioteca do Congresso dos Estados Unidos

Helen (apelido, "Ellen") Dortch nasceu em Carnesville, Geórgia, em 20 de abril de 1863. Ela é descendente de uma antiga família notável da Carolina do Norte na história política e de guerra daquele Estado. Seu pai, James Speed Dortch (falecido em agosto de 1891), era um advogado na região nordeste do estado e, também gerenciou o Carnesville Tribune. Ela era a única filha e era o ídolo de seu coração. Ele foi responsável pela educação de sua filha e ela cresceu como sua amiga e companheira, e estava tão à vontade com livros de Direito quanto com literatura.
Ela frequentou o Seminário de Gainesville (atualmente intitulado como Universidade de Brenau) por um ano. Em 1885, ela estava de volta em casa e começou a publicar o Tribune, enquanto o pai permaneceu como editor. Ela voltou para a escola 1887–1889, estudando na Universidade de Notre Dame de Maryland.

## Carreira no jornalismo

### Editora do periódicoTribune

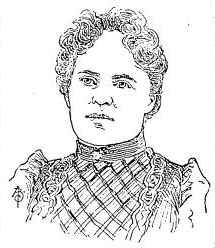
Ellen J. Dortch, em 1891

Dortch tornou-se o proprietária e editora de jornal do Carnesville, Georgia, Tribune em 1888, quando a empresa consistia em 150 libras de tipo de cartilha longa, principalmente em "pi", alguns casos de tipo de anúncio desgastado e um livro de assinatura cuja coluna de crédito havia sido conscientemente negligenciado. Ela os substituiu por novos e aprimorados, e a circulação do papel aumentou para milhares. Ela havia sido datilógrafa, chefe de reportagem e gerente-geral, e havia solicitado e prospectado assinantes na região, porque não conseguia contratar ninguém para fazer isso por ela. Iniciando o trabalho aos 17 anos de idade, ela lutou contra os boicotes e opositores da Aliança e superou o preconceito sulista contra as mulheres usando sua inteligência no mundo dos negócios. Depois de trabalhar por dois anos, ela foi para Baltimore, Maryland, onde estudou por dois anos na escola de Notre Dame. Ela retomou seu trabalho no Tribune em junho de 1890.
Em outubro de 1894, foi anunciado que Dortch, na época editora do Chronicle, de Milledgeville, se tornaria a secretária particular do governador Atkinson. Este escritório carregava consigo uma comissão de major na milícia estadual.
Ela foi a primeira mulher na Geórgia a trabalhar como bibliotecária estadual assistente em 1894. Ela também foi a autora do "Dortch Bill" (que se tornou lei em 1896) para permitir que uma mulher ocupasse o cargo de Bibliotecária do Estado.

### Vida pessoal, últimos trabalhos e honraria

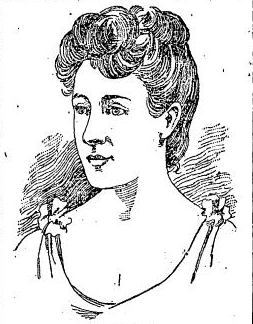
Ellen J. Dortch, em 1892

Tendo conhecido o general James Longstreet, através de seu colega de escola, ela se casou com ele em 8 de setembro de 1897, quando ela tinha apenas 34 anos e ele 76. Ela ficou viúva em 1904, sem filhos.
Antes e depois de ficar viúva, Longstreet dedicou muito tempo para garantir que o General Longstreet fosse retratada com precisão pela história. Em 1905, ela documentou o relato de seu marido sobre a Guerra Civil publicando o livro Lee and Longstreet at High Tide. Outra causa importante que ela assumiu por volta de 1911 foi a criação de um parque estadual em Tallulah Gorge. Dortch Longstreet se opôs a um plano por Georgia Power para construir uma série de barragens hidrelétricas ao longo do curso original do rio Tallulah e, particularmente, preocupada com o impacto potencial no desfiladeiro de Tallulah. Embora sem sucesso, sua campanha foi um dos primeiros movimentos de conservacionismo na Geórgia.
Durante a Segunda Guerra Mundial, ela foi uma Rosie the Riveter na fábrica da Bell Aircraft Corporation em Atlanta. Ela disse: "Eu estava à frente da minha classe na escola de rebitar. Na verdade, eu era o único nele."

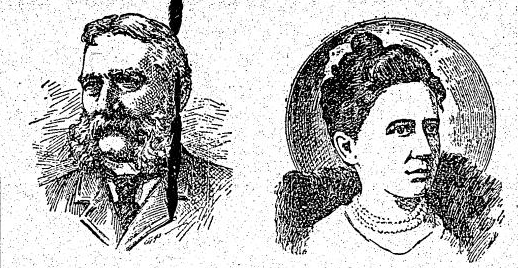
General Longstreet e Ellen Dortch Longstreet se casaram em setembro de 1897

Longstreet também foi politicamente ativa. Ela se tornou membro do Partido Progressista e apoiou Theodore Roosevelt quando ele perdeu a indicação republicana para Taft em 1912. Na verdade, ela foi delegada à convenção do Partido Progressista em 1912. Ela fez uma campanha sem sucesso para governador da Geórgia contra Herman Talmadge em 1950.

Ellen com o Senador de Mississippi, James K. Vardaman, em Washington, DC, 1913.

Ela recebeu várias homenagens. Em 1947, ela se tornou a primeira mulher a ter seu retrato colocado no Capitólio do Estado. Quando o Tallulah Gorge State Park foi finalmente criado em 1993, foi feito em sua homenagem e as trilhas no parque foram nomeadas Helen Dortch Longstreet Trail System em 1999. Dortch Longstreet foi incluída no Georgia Women of Achievement em 2004, de acordo com os arquivos da GWA.

## Obras publicadas
- Lee and Longstreet at High Tide: Gettysburg in the Light of the Official Records, 1902 (em inglês)
- Helen Dortch Longstreet collection, 1904-1941 (em inglês)
- Longstreet, Helen Dortch Papers, 1904-1963 (em inglês)
- Helen Dortch Longstreet broadside, aprox. 1911-1913 (em inglês)
- In the path of Lee's "Old War Horse", 1917 (em inglês)
- Travail of the new slavery, 1917 (em inglês)
- Helen Dortch Longstreet photograph collection, [ca. 1920-1940]. (em inglês)
- Trail of the spoilsmen in the Gainesville, Ga., Post Office, 1922 (em inglês)
- The Great American: General James Longstreet, 1953 (em inglês)
- Lee and Longstreet at High Tide., 1969 (em inglês)